# Ladiver Illés (tanár)
Ifjabb Ladiver Illés, Eliaš Ladiver (Zsolna, 1633 körül – Eperjes, 1686. április 2.) evangélikus lelkész, igazgatótanár, filozófiai író.

## Élete
Idősb Ladiver Illés lelkész és Pataky Anna fia. Tanult Bánócon, Privigyén, Zsolnán, Lőcsén és Pozsonyban; itt legnagyobb befolyást gyakorolt reá Comenius, akit II. Rákóczi György 1650-ben meghívott Sárospatakra. A külföldön az erfurti egyetemet látogatta és 1651. november 11-én a wittenbergire iratkozott be.
1652-1659-ben a zsolnai, 1659 után a bártfai iskola tanára és igazgatója volt. 1667. február 20-án Teplára ment lelkésznek; 1668-ban az eperjesi kollégiumba hívták meg tanárnak; itt működött az 1673-ban megindult nagy vallási üldözés megkezdéseig. 1673-ban a tiszolci egyház papja és a kishonti evangélikus esperesség főesperese lett. Innét is kiüldöztetvén, egy ideig Késmárkon rejtőzött, majd Thronba menekült; innét átment Danzigba; végül Erdélybe került, ahol az 1673. március 8-ai nagyszebeni városi tanács által rendezett nyilvános vitatkozáson ő lett a győztes és az ottani gimnázium rendkívüli lektorának választották.
1678. szeptember 26-án Nagyszebenből hívták meg a segesvári gimnázium rektorául. Három évi igazgatása alatt az intézetet újjáalakította; iskolatörvény szabályozta a tanulók helyzetét és a tantárgyakat; az ő buzgalmának köszönhető, hogy ezen három év alatt a felsőbb osztályokba 60 tanuló vétetett fel és ezek közül 19 küldetett külföldi egyetemre. Ő alapította az iskola jegyzőkönyvét, mely gazdag forrásul szolgál az erdélyi iskolázás történetéhez. A városi lelkész és tanács azzal tisztelte meg érdemeit, hogy a templom énekkarában, a többi tanártársai közül, őt fölmentette a karéneknek állva vezetésétől és a temetési szolgálattól.
1682-ben lemondott a segesvári rektorságról, hogy az ismét helyreállított eperjesi kollégium igazgatását átvegye, ahova Thököly Imre meghívására (aki október 7-én 300 forintot utalványozott neki) november 29-én megérkezett. Itt halt meg 1686. április 2-án.

## Munkái
- Summulae Pneumaticae ... Solnae, 1658
- Assertio immota ex littera institutionis immobili 4 testium veritatis concordi testimonio conscripta, desumta, quod caro Christi in pane sacramentali proprie et indistanter sit praesens et a communicantibus ore accipiatur. Respondente Stephano Szirmay. Bartphae, 1662
- Eleazar Constans quem Honori Generosorum & Nobilissimorum Dn. Nomine. Inclyti Status Evangelici In Collegio Esperiensi Inspectorum G. D. Francisci Semsei etc. ... Velut Examinis Publici habiti Coronidem, Juventus ejusdem Collegij Illustrissimorum Magnificorum, Nobilium & Ingenuorum Adolescentum. In Scenam produxit. Anno M.DC.LXVIII, Die 13. Octobris. Uo. 1668 (névtelenül)
- Papianus ΤΕΤΡΑΓΩΝΟΣ, Hoc est, Vir Magnianimus, Justus, Constans rectiq. pertinax in Theatrum productus & Generosis, Nobilissimis ac Amplissimis, Per-Illustriam utriusq. Hungariae Statuum Evangel. tùm Novbilium tùm Lib: Reg: Civitatum Ablegatis, Generosis item Nobilissimis atq. Prudentiss: Inspectoribus nec non reliquis omnium Ordinum Civibus ab Illustrissima, Spectabili, Magnificâ, Generosâ ac Ingenuâ Juventute Incluti Gymnasii Evangelici, quod Eperjessini est, Pro felici Examinis publici Colophone, scenice monstratus, Anno Christi M.DC.LXIX. die 4. Octobris ... Leutschoviae (névtelenül)
- Summulae Logicae, in quibus omnis formulis ratio argumentandi delineatur, et exprimitur ac ad controversias dialecticas disponitur. Solnae, 1671
- Versus Memoriales & Differentiale diversorum Autorum, ad Etymologiam & Prosodiam maxime spectantes, De Generibus Nominum. De Praeteritis & Supinis Verborum. De Quantitate Syllabarum. In Illustri Gymnasio Eperiessensi Usu recepti. Leutschoviae M.DC.LXXII (névtelenül, e munkáját iskolai használatra ujból Hajnóczi Dániel Augsubrgban adta ki 1741-ben)
- Lilietum Montis Georgii, Funere Acerbo, Virginis Pietate, Modestia, Pudicitia, Spectatissimae, Susannae, Filiae Reverendi, Praeclarissimi, atq. Amplissimi Dni. Christophori Klesch, Ecclesiar Georgio Montonae Pastories Fidelissimi ac Ven. Fraternit. XXIV. Reg. Not. dignissimi, pullatum. Anni M.DC.LXXIII. die XXVI. April. Uo. (egy lapra nyomtatva)
- Thus ad aram Deo Homini Jesu Christo Redemptori Orbis, Assertori Salutis. In rubo, aeterno, igni, in morte, pesti inferni ... Anno ClementIe DiVInae ab aXe sVper oVes. DIe LaetItIae, trIgesIMa oCtobrIs, qVa Xstl stan tVrrIs. Cibini
- Symperasmata Philosophiae Rationalis, ex prima mentis operatione deducta & elicita. Praeside ... Respondente Petro Cramero ... (Szeben), 1679 (egy lapra nyomtatva)
- Controversiarum Metaphysicarum Disp. I. De natura Ontologiae et Ente ut sic. indeque manente usu Theologico, Ethico Physico et Logico ... Defendente Daniele Schobelio ... Mense Martii, 1679, Uo.
- Controversiarum Metaphysicarum Dispuatio Altera De Analogia Entis & Affectionibus Ut Sic, Entis Quatenus Entis, indeq. manante Usu Theologico, Ethico, Physico & Logico. Eam sub Dei Opt. Max. Auspiciis Praeside ... ad ventilandum & discutiendum Martinus Kelpius ... Scholae ejusdem Studiosus proponit ... Uo. 1679
- Controversiarum Metaphysicarum Dispuatio Tertia. De Affectionibus Entis in specie nempe Uno & Vero indeq. manante Usu Theologico, Ethico, Physico & Logico. Hanc sub ... Praeside ... publicae ventilationi Martinus Textoris ... sistit, Uo. 1680
- Teses Evangelicae Dominicae XVI. Trinitatis, In Examine Generali Illustris Collegii Statuum Evangelicorum Eperiensis Praeside ... defensae Respondentibus Georgio Ocovino ... & Georgio Mildio ... 1683, Uo.
- Torcular Engaddii, Illustris Collegii Evangel. Stal. Eperiensis, in dicto Examine Anno M.DC.LXXXIII. à 4. ad 10. Octobris (Lőcse, 1683)
- Summa Metaphysicae Aristotelicae. Cassoviae, 1685

Üdvözlő verse van a Neckel Dániel és Hämmer Krisztina lakodalmára kiadott: Freudenkrantzlein ... Wittenberg, 1652. című munkában.
Trausch még a következő kéziratát említi: Praelectiones Theol. in Pericopas Evangeliorum Dominicalium et Festivalium.